# واين ستيفنز
واين ستيفنز (بالإنجليزية: Wayne Stevens)‏ (19 يونيو 1936 بتشيليكوث في الولايات المتحدة - ) هو لاعب كرة سلة أمريكي في مركز هجوم صغير الجسم. لعب مع سينسناتي رويالز ‏.

## وصلات خارجية
- واين ستيفنز على موقع إن بي أي (الإنجليزية)
- واين ستيفنز على موقع سبورتس رفرنس (الإنجليزية)
- واين ستيفنز على موقع كلية كرة السلة في سبورتس رفرنس.كوم (الإنجليزية)
- واين ستيفنز على موقع ريلجم (الإنجليزية)
- واين ستيفنز على موقع بروبوليرز (الإنجليزية)